# کریستین فیل
کریستین فیل (انگلیسی: Cristian Fiél؛ زادهٔ ۱۲ مارس ۱۹۸۰) بازیکن فوتبال اهل اسپانیا است.
از باشگاه‌هایی که در آن بازی کرده‌است می‌توان به باشگاه فوتبال بوخوم، باشگاه فوتبال آلمانیا آخن، باشگاه فوتبال اشتوتگارت، باشگاه فوتبال یونیون برلین، و باشگاه فوتبال دینامو درسدن اشاره کرد.